# Гаррі Маєрс
Гаррі Маєрс (англ. Harry Myers; 5 вересня 1882, Нью-Хейвен, Коннектикут — 25 грудня 1938, Голлівуд, Каліфорнія) — американський актор театру та кіно, режисер, сценарист, продюсер та художник.
У молодості переїхав до Філадельфії, де три роки вивчав малюнок та дизайн у Художній школі. Пізніше зайнявся драматичним мистецтвом, упродовж 10 років грав на театральних сценах.
У кіно дебютував у 1908 році на студії Lubin Studios режисера Зігмунда Любіна.
Між 1908 та 1938 роками знявся у 330 фільмах (короткометражках, драмах, комедіях), поставив, як режисер 54 кінофільми (1913—1917). Однією з помітних ролей Маєрса стала участь у фільмі «Вогні великого міста» Чарлі Чапліна, в якому він зіграв ексцентричного мільйонера. Його кар'єра пішла на спад після появи звукового кіно.